# Le Ciel et l'Enfer
Pour les articles homonymes, voir Le Ciel et l'Enfer (homonymie).

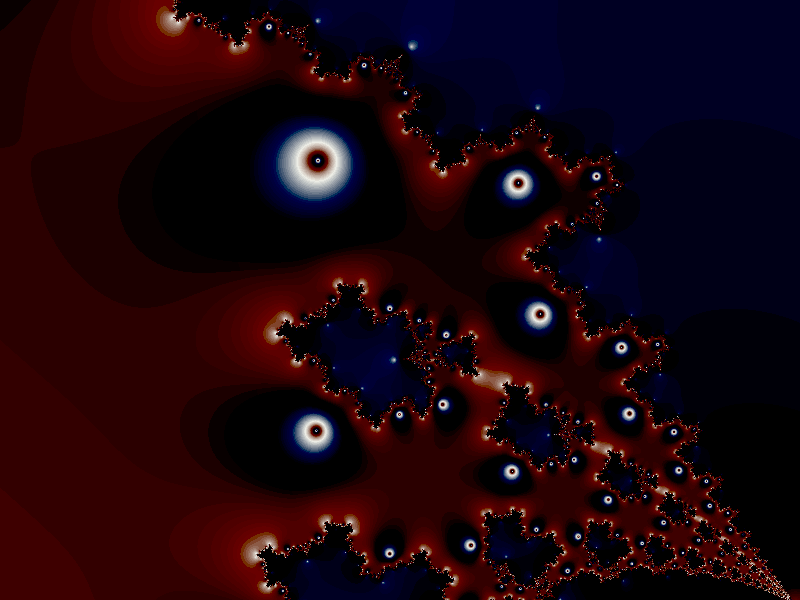
Image fractale qui se rapproche des visions qui seraient produites par la mescaline d'Aldous Huxley dans Les Portes de la perception et Le ciel et l'enfer.

Le Ciel et l'Enfer (Heaven and Hell) est un essai écrit par Aldous Huxley en 1956 dans le cadre de ses recherches sur les drogues psychédéliques.

## Description du livre
Le Ciel et l'Enfer est un essai philosophique d'Aldous Huxley publié en 1956. Huxley en tire le titre du livre de William Blake, Le Mariage du Ciel et de l'Enfer. L’essai porte sur la relation entre les objets colorés et brillants, les formes géométriques, les substances psychotropes, les arts et de profondes expériences. « Ciel » et « enfer » se réfèrent métaphoriquement à ce que Huxley voyait comme deux expériences mystiques contraires qui attendent potentiellement quiconque ouvre «  les portes de notre perception », pas seulement dans une expérience mystique mais dans la vie ordinaire.
Huxley utilise le terme antipodes pour décrire les « régions de l'esprit » que l'on peut atteindre par la méditation, les carences en vitamines, l'auto-flagellation, le brutal manque de sommeil, ou « plus simplement » selon lui, à l'aide de certaines substances chimiques tel que le LSD ou la mescaline.
Huxley défini ces « antipodes » de l'esprit comme un état mental que l'on peut atteindre en causant un dysfonctionnement cérébral (d'un point de vue biologique), ce qui permet d'être conscient de certaines « régions de l'esprit » que l'on ne serait autrement pas capable de percevoir, en raison d'un manque d'utilité biologique.
Huxley constate que malgré l'inutilité de ces états de conscience sur le plan biologique, ils sont néanmoins importants en termes spirituels et en outre, ils permettent l'accès à des régions de l'esprit dont toutes les religions auraient dérivé. Par exemple, il dit que les chrétiens du Moyen Âge ont fréquemment eu des visions du « ciel et enfer » en hiver, pendant les périodes de jeûne, alors que leur régime alimentaire présentait de graves carences en nutriments essentiels (comme les vitamines B et C). Ces personnes contractaient fréquemment le scorbut et d'autres affections, ce qui leur causait des hallucinations. Huxley dit aussi que les chrétiens et les autres religions ont rapidement utilisé le jeûne pour susciter ces hallucinations et visions aux « antipodes de l'esprit ». D'après Huxley, les gens peuvent atteindre aujourd'hui ces états de conscience sans nuire à leur corps avec l'aide de certaines drogues.
En outre, Huxley dit que ces états de conscience permettent à une personne de ressentir des sensations qui d'ordinaire passent inaperçues car elles n'ont rien à voir avec notre univers habituel.
Dans sa première narration, The Doors of Perception (1954), Huxley raconte en détail sa première expérience de la mescaline.

## Éditions
- Le Ciel et l'Enfer (Heaven and Hell), trad. fr. Jules Castier, Paris-Monaco, Éditions du Rocher, 1956 ; rééd. 1999, 120 p.  (ISBN 978-2268032085)